# نیکول شریدان
نیکول شریدان (به انگلیسی: Nicole Sheridan) (متولد ۷ می ۱۹۷۷ در پنسیلوانیا) یک بازیگر پورنوگرافی اهل ایالات متحده آمریکا است که در بسیاری از فیلمها به همراه همسرش وودو (الکساندر بویسورت) همبازی بوده‌است.

## جوایز
- ۲۰۰۲) جشنواره AVN: بهترین صحنه سکس مقعدی(Anal Sex) برای فیلم تابو ۲۰۰۱ یک ادیسه سکسی.
- ۲۰۰۷) جشنواره AVN: بهترین صحنه سکس گروهی برای فیلم کمپانی فاشنیستاس سافادو با نام مبارزه جوئی.